# Mohamed Hamdan Dagalo
Mohamed Hamdan Dagalo (en árabe: محمد حمدان دقلو‎, romanizado: Muẖammad H̱amdān Daqlu, generalmente conocido como Hemetti, en árabe: حميدتي‎, Hemedti, Hemeti o Hemitte; Chad, 1974 o 1975) es un general sudanés de la tribu Rizeigat de Darfur, que fue vicepresidente del Consejo Militar de Transición (TMC) tras el golpe de Estado sudanés de 2019. El 21 de agosto de 2019, el TMC transfirió el poder al Consejo de Soberanía de Transición de corte civil-militar, del cual Dagalo es miembro. En virtud del artículo 19 del borrador de agosto de 2019 de la Declaración Constitucional, Dagalo y los demás miembros del Consejo de Soberanía no serían elegibles para presentarse a las próximas elecciones generales sudanesas.  
Dagalo declaró a los funcionarios de la Unión Africana su corresponsabilidad en la realización de la masacre y las violaciones de Adwa del 23 de noviembre de 2004 en el sur de Darfur. Desde 2013, Dagalo ha comandado las Fuerzas de Apoyo Rápido (RSF), que, según Human Rights Watch y el profesor Eric Reeves, fue responsable de crímenes contra la humanidad, incluidos asesinatos sistemáticos de civiles y violaciones en Darfur en 2014 y 2015. La RSF fue ampliamente reivindicada  para tener la mayor responsabilidad por la masacre de Jartum del 3 de junio de 2019 con Dagalo como su líder. Dagalo usó las RSF para tomar el control de las operaciones de extracción de oro en 2017. 
A partir de 2019, era una de las personas más ricas de Sudán a través de su empresa, al-Junaid, que tenía una amplia gama de intereses comerciales que incluían inversiones, minería, transporte, alquiler de automóviles, hierro y acero. A principios de julio de 2019, se consideraba que Dagalo era la persona más poderosa de Sudán. En nombre del Consejo Militar de Transición, Dagalo firmó un acuerdo político el 17 de julio de 2019 y un Proyecto de Declaración Constitucional el 4 de agosto de 2019, junto con Ahmed Rabee en nombre de las Fuerzas de Libertad y Cambio (FFC), como pasos importantes en la transición sudanesa a la democracia de 2019. En septiembre de 2019, Dagalo ayudó a negociar un acuerdo de paz entre grupos en conflicto armado en Puerto Sudán. 
Dagalo participó en el golpe de Estado de Sudán de 2021, pero desde entonces se ha distanciado de él; en febrero de 2023 lo calificó de "error". Los comentarios fueron parte de una creciente brecha entre él y el líder del ejército Abdelfatah al Burhan. En abril de 2023, Dagalo movilizó a las RSF contra el gobierno de al Burhan, y aseguró haber capturado sitios clave del gobierno, aunque al Burhan cuestionó dichas afirmaciones. A pesar de que en abril de 2023 se lo creyó muerto, poco después se descubrió que la cuenta de Twitter que había publicado el mensaje era falsa, desmintiendo poco después su muerte el propio Dagalo.

## Enfrentamientos en Sudán de 2023
El 15 de abril de 2023, las Fuerzas de Apoyo Rápido de Dagalo lanzaron varios ataques contra las bases del ejército sudanés en todo el país, incluso en la capital, Jartum. Posteriormente, estallaron enfrentamientos entre las RDF y el Ejército, ya que se reportaron enfrentamientos en el Palacio Presidencial y en la residencia del General al Burhan; tanto Dagalo como Abdelfatah al Burhan, de las fuerzas armadas sudanesas, reclamaron el control de los dos sitios. El 15 de abril siguiente, Dagalo afirmó que los comandantes de las SAF estaban intentando devolver al poder al líder recientemente depuesto Omar al Bashir. El 16 de abril, Abdalla Hamdok, ex primer ministro de Sudán, hizo un llamamiento a Dagalo y al Burhan para acordar un alto el fuego permanente y detener los combates. Dagalo también afirmó que sus fuerzas se estaban defendiendo contra los “islamistas radicales” en Sudán. En Twitter, Dagalo pidió a la comunidad internacional que interviniera contra Burhan, alegando que las RSF estaba luchando contra "islamistas radicales". Desde el 20 de abril, los enfrentamientos continuaron, aunque con algún alto el fuego ocasional.